# Карчовиці (Малопольське воєводство)
Карчовиці (пол. Karczowice) — село в Польщі, у гміні Козлув Меховського повіту Малопольського воєводства.
Населення — 163 особи (2011).
У 1975-1998 роках село належало до Келецького воєводства.

## Демографія
Демографічна структура станом на 31 березня 2011 року:
|          | Загалом | Допрацездатний вік | Працездатний вік | Постпрацездатний вік |
| -------- | ------- | ------------------ | ---------------- | -------------------- |
| Чоловіки | 86      | 13                 | 59               | 14                   |
| Жінки    | 77      | 13                 | 40               | 24                   |
| Разом    | 163     | 26                 | 99               | 38                   |